# Maria Sakkari
Maria Sakkari (em grego: Μαρία Σάκκαρη, pronuncia-se [maˈri.a ˈsakari]; nascida em 25 de julho de 1995 em Atenas, Grécia, é uma tenista profissional grega.
Ela foi classificada como a número 3 do mundo pela "Women's Tennis Association" (WTA), posição que alcançou pela primeira vez em 21 de março de 2022, tornando-a a jogadora grega com melhor classificação na história ao lado de Stefanos Tsitsipas. O melhor ranking de duplas de sua carreira é o de número 169 do mundo, alcançado em 9 de setembro de 2019.
Sakkari conquistou um título de simples no WTA Tour no Marrocos Open 2019, onde derrotou Johanna Konta na final. Ela também foi semifinalista no Wuhan Open 2017, onde derrotou Caroline Wozniacki no caminho, sua primeira vitória entre os 10 primeiros. Em 2019, ela alcançou outra semifinal do Premier 5 no Aberto da Itália, onde derrotou, entre outros jogadoras, Petra Kvitová. Em 2020, Sakkari alcançou a quarta rodada no "Australian Open" e no "US Open". Em 2021, ela chegou às semifinais no Torneio de Roland Garros e no "US Opem", tornando-a a primeira mulher da Grécia a chegar à semifinal de Grand Slam.
Sakkari é conhecida por seu estilo de jogo agressivo em todas as quadras, centrado em seu saque forte e golpes poderosos. Ela serviu o sexto maior número de aces de qualquer jogadora da WTA em 2020, com 144 aces servidos em 31 partidas.

## Vida pessoal
Sakkari nasceu em 25 de julho de 1995, filha de Angelikí Kanellopoúlou, ex-tenista do top 50, e pai Konstantinos Sakkaris, em Atenas. Ela tem dois irmãos: irmão Yannis e irmã Amanda. Seu avô, Dimitris Kanellopoulos, também era tenista profissional. Ela foi apresentada ao tênis por seus pais aos 6 anos e mudou-se para Barcelona aos 18 anos para treinar. Ela disse que suas superfícies favoritas são duras e argilosas e que seu golpe favorito é o saque. Enquanto crescia, seus jogadores favoritos eram Serena Williams, Roger Federer e Rafael Nadal. Sakkari atualmente reside em Monte Carlo. Ela está namorando Konstantinos Mitsotakis, filho de Kyriakos Mitsotakis, que é o primeiro-ministro da Grécia.

## Carreira profissional

### 2015–16: Estreia na WTA, estreia em Grand Slam, top 100

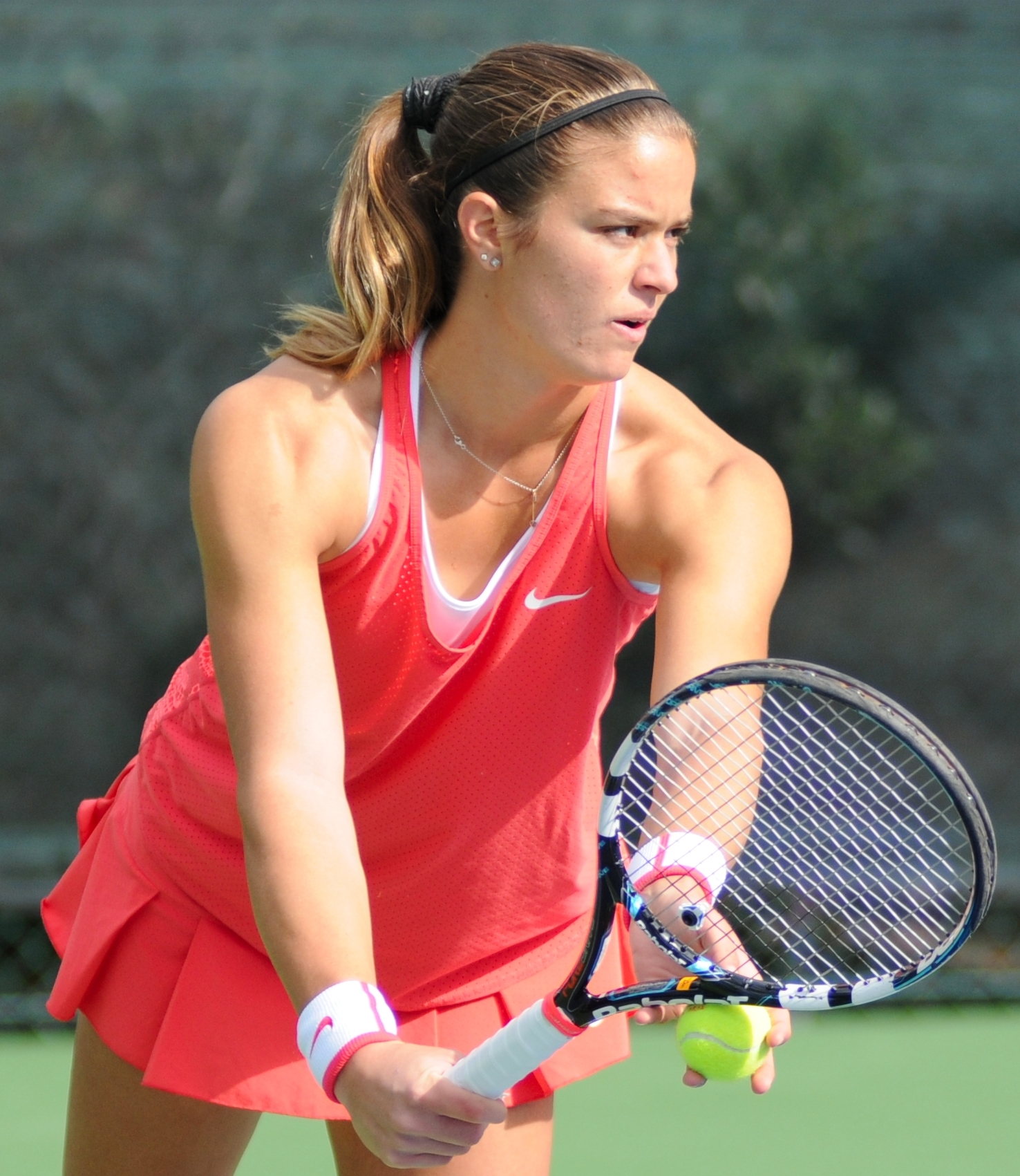
Sakkari em 2015.

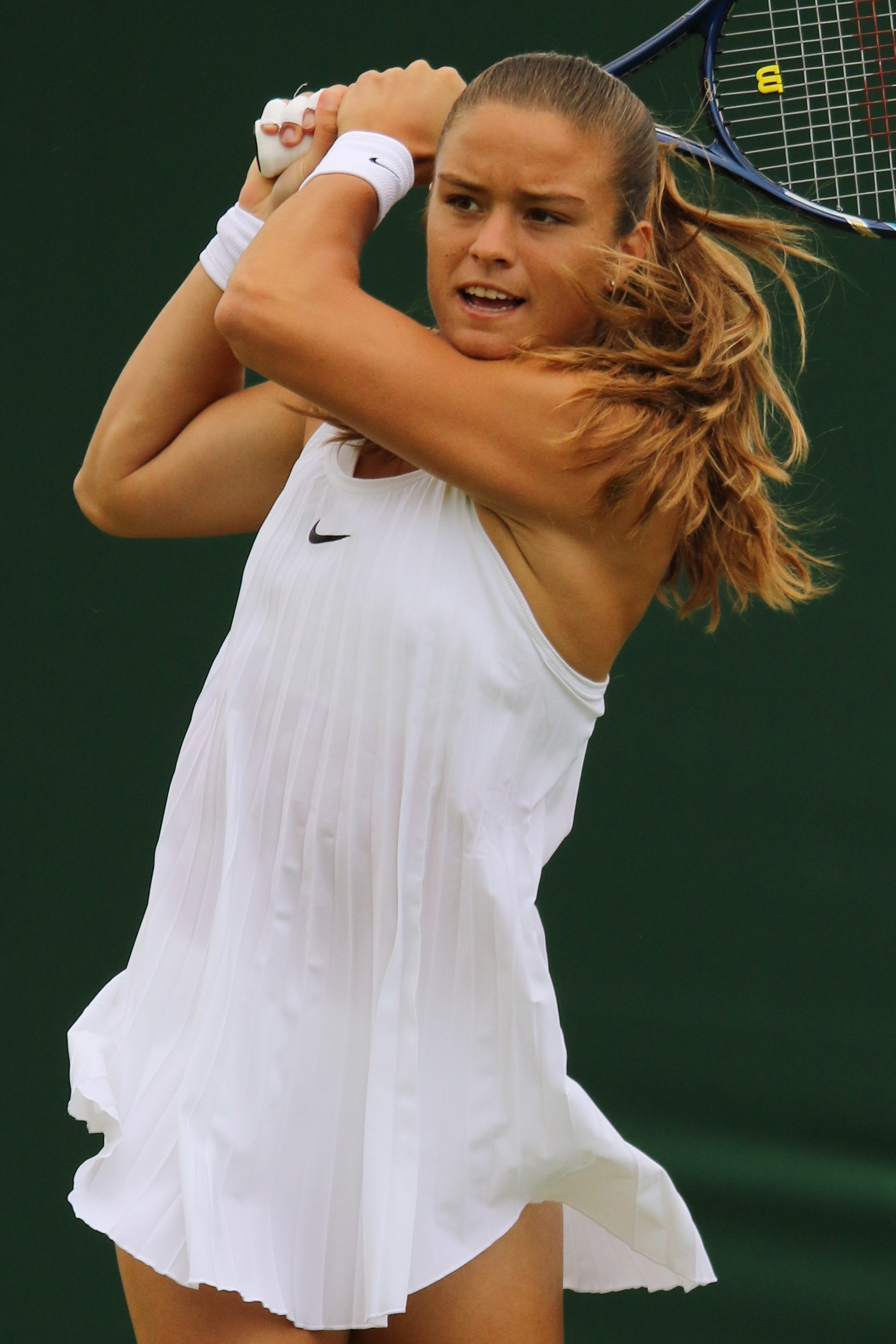
Sakkari em 2016.

As duas primeiras tentativas de Sakkari de estrear no WTA Tour não tiveram sucesso. No Rio Open em fevereiro, ela perdeu na primeira rodada da qualificatória para María Irigoyen, e mais tarde, em julho, perdeu na fase final da qualificatória do Bucharest Open para Daria Kasatkina. No entanto, em sua terceira tentativa, ela não apenas fez sua estreia no WTA Tour, mas também foi em um torneio Major, ao passar pela qualificatória para o US Open. Na qualificatória, ela venceu Anastasija Sevastova, An-Sophie Mestach e Petra Martić, mas depois perdeu na primeira rodada da chave principal para Wang Qiang. Após o US Open, Sakkari entrou pela primeira vez no top 200, alcançando a posição 185. No final do ano, ela disputou apenas o Circuito Feminino da ITF e o WTA Challenger Tour, onde chegou às semifinais no Carlsbad Classic, onde perdeu para Yanina Wickmayer. Sakkari terminou o ano em 188º lugar.
Sakkari começou a temporada de 2016 sem passar pelas qualificatórias no Brisbane International e no Hobart International. No Australian Open, ela passou pela qualificatória e depois, na primeira rodada da chave principal, conquistou uma vitória sobre Wang Yafan. Essa vitória foi sua primeira no WTA Tour, bem como sua primeira vitória em uma partida de Grand Slam. Na segunda rodada, perdeu para Carla Suárez Navarro. No Aberto do México em Acapulco, ela foi eliminada na primeira rodada por Johanna Larsson. No Indian Wells Open, ela tentou se qualificar para seu primeiro torneio Premier Mandatory/Premier 5 na chave principal, mas falhou na primeira rodada da qualificatória. Em Miami, ela conseguiu se qualificar, mas perdeu na primeira rodada da chave principal para Irina-Camelia Begu.
Sua segunda vitória no WTA Tour foi na Istanbul Cup, onde derrotou a "cabeça de chave" Anna Karolína Schmiedlová. Depois de derrotar Hsieh Su-wei na segunda rodada, ela alcançou sua primeira quartas de final do WTA Tour, onde perdeu para Danka Kovinić. Em Madri, não conseguiu chegar à chave principal, perdendo para Patricia Maria Țig na fase final da qualificatória. Disputando a qualificatória do Aberto da França de 2016, ela perdeu a chance de disputar a chave principal, perdendo sua primeira partida para Grace Min.
Sakkari passou pela qualificatória para Wimbledon e venceu sua primeira partida naquele torneio, derrotando Zheng Saisai, mas depois perdeu na segunda rodada para a pentacampeã de Wimbledon, Venus Williams. Após esse resultado, no dia 11 de julho, ela alcançou a posição 97 no ranking.
Em Cincinnati, ela perdeu na qualificatória para  Zheng Saisai. No US Open, ela só chegou à primeira rodada, onde Duan Yingying a derrotou, mas foi sua primeira participação na chave principal em Grand Slam sem a necessidade de jogar a qualificatória. No China Open, ela perdeu na fase final da qualificatória para Wang Yafan.

### 2017: Primeira semifinal de Premier 5, vitória no top 10, estreia no top 50
Em 2017, Sakkari chegou pela primeira vez à terceira rodada de um torneio de Grand Slam no Australian Open, onde perdeu para Mirjana Lučić. Tanto em Indian Wells quanto em Miami, ela não passou pela qualificatória. Ela começou a temporada em quadras de saibro no Charleston Open, onde chegou à segunda rodada, na qual perdeu para Jeļena Ostapenko. Em Madri e Roma, Sakkari perdeu nas qualificatórias. No Aberto da França, estreou na chave principal, onde perdeu na primeira rodada para Carla Suárez Navarro.
A temporada em quadra de grama foi melhor para Sakkari, chegando às quartas de final no Nottingham Open e sua primeira terceira rodada em Wimbledon, onde Johanna Konta a impediu de ir para as oitavas de final.
No US Open, ela alcançou a mesma fase do Australian Open e de Wimbledon, chegando à terceira rodada pela terceira vez. Nas duas primeiras rodadas, ela derrotou Kiki Bertens e Arina Rodionova, mas foi eliminada por Venus Williams na terceira rodada. Ela alcançou sua primeira semifinal do WTA Tour no Wuhan Open ao derrotar Caroline Wozniacki, Elena Vesnina e Alizé Cornet, mas depois perdeu a chance de chegar à sua primeira final do WTA, perdendo para Caroline Garcia. Esse sucesso a impulsionou para o top 50 do ranking da WTA, alcançando a posição 50, em 2 de outubro de 2017. Seu último torneio da temporada foi o Tianjin Open, onde Christina McHale a eliminou na segunda rodada.

### 2018: Primeira final do WTA Tour e estreia no top 30
Sakkari começou a temporada com quatro derrotas na primeira rodada, contra Danka Kovinić no Shenzhen Open, Kateřina Siniaková no Australian Open, Julia Görges em São Petersburgo e Sorana Cîrstea em Doha. Em Dubai, chegou à fase final da qualificatória, mas não chegou à chave principal, perdendo para Samantha Stosur. Em Acapulco, ela registrou sua primeira vitória da temporada 2018, derrotando Lara Arruabarrena na primeira rodada, mas perdeu para Stefanie Vögele na segunda. Em Indian Wells, Sakkari conseguiu vencer Donna Vekić, a 16ª cabeça de chave Ashleigh Barty e a 17ª CoCo Vandeweghe, respectivamente. Ela perdeu na quarta rodada para a eventual campeã, Naomi Osaka. No Miami Open, ela derrotou Aleksandra Krunić e a 28ª cabeça de chave Anett Kontaveit, e chegou à terceira rodada, onde perdeu para Mónica Puig.
Sakkari começou sua temporada nas quadras de saibro alcançando sua primeira semifinal natemporada em Istambul, onde derrotou Çağla Büyükakçay, Aleksandra Krunić e Arantxa Rus, respectivamente, antes de perder para a eventual finalista Polona Hercog. Ela então perdeu na primeira rodada do Aberto de Madri para Kiki Bertens. Seu próximo torneio foi o Aberto da Itália, onde vingou sua saída de Madri ao derrotar Bertens na primeira rodada, e depois teve sua segunda vitória contra uma jogadora Top 10 ao derrotar Karolína Plíšková. Ela perdeu na terceira rodada para Angelique Kerber. No Aberto da França, ela chegou à terceira rodada, após derrotar Mandy Minella e Carla Suárez Navarro e assim ela completou a terceira rodada em todos os torneios do Grand Slam. Na terceira rodada, ela perdeu para a 14ª cabeça de chave Daria Kasatkina.
Sakkari perdeu todas as partidas da temporada em quadras de grama. Ela foi derrotada por Julia Görges no Birmingham Classic, por Svetlana Kuznetsova no Eastbourne International e por Sofia Kenin em Wimbledon.
A série em quadras duras dos EUA começou bem para Sakkari, alcançando sua primeira final WTA no San Jose Classic, onde derrotou Christina McHale, Tímea Babos, a terceira cabeça de chave Venus Williams e Danielle Collins antes de perder para Mihaela Buzărnescu na final. Em 6 de agosto, ela alcançou a posição mais alta de sua carreira, a 31ª posição. Após esse resultado, ela não teve sucesso no resto da US Open Series, alcançando apenas as primeiras rodadas da Rogers Cup e do Connecticut Open, onde perdeu para Daria Kasatkina e Zarina Diyas, respectivamente, bem como apenas segundas rodadas no Cincinnati Open e no US Open. Em Cincinnati, ela venceu Naomi Osaka na primeira rodada e vingou sua derrota em Indian Wells no início daquele ano. Porém, na segunda rodada, Anett Kontaveit a eliminou do torneio. Quando o US Open começou, ela estreou entre as Top 30. No US Open, ela foi cabeça de chave pela primeira vez em qualquer torneio de Grand Slam (nº 32), e teve que jogar contra duas americanas nas duas primeiras rodadas, vencendo Asia Muhammad, mas na rodada seguinte perdeu para Sofia Kenin.
No Korea Open, Sakkari fez mais uma semifinal da WTA, derrotando Anna Karolína Schmiedlová, Margarita Gasparyan e Irina-Camelia Begu, respectivamente, nas três primeiras rodadas, antes de ser derrotada por Kiki Bertens na semifinal. Tanto no Wuhan Open quanto no China Open, Sakkari falhou nas primeiras rodadas, perdendo para Wang Qiang e Donna Vekić, respectivamente. Em seus dois últimos torneios do ano, Tianjin Open e Luxembourg Open, Sakkari falhou na primeira rodada. Ela terminou o ano entre as 50 primeiras, alcançando a 41ª posição.

### 2023: Campeã de Guadalajara, derrotas nas primeiras rodadas, terceira final do WTA

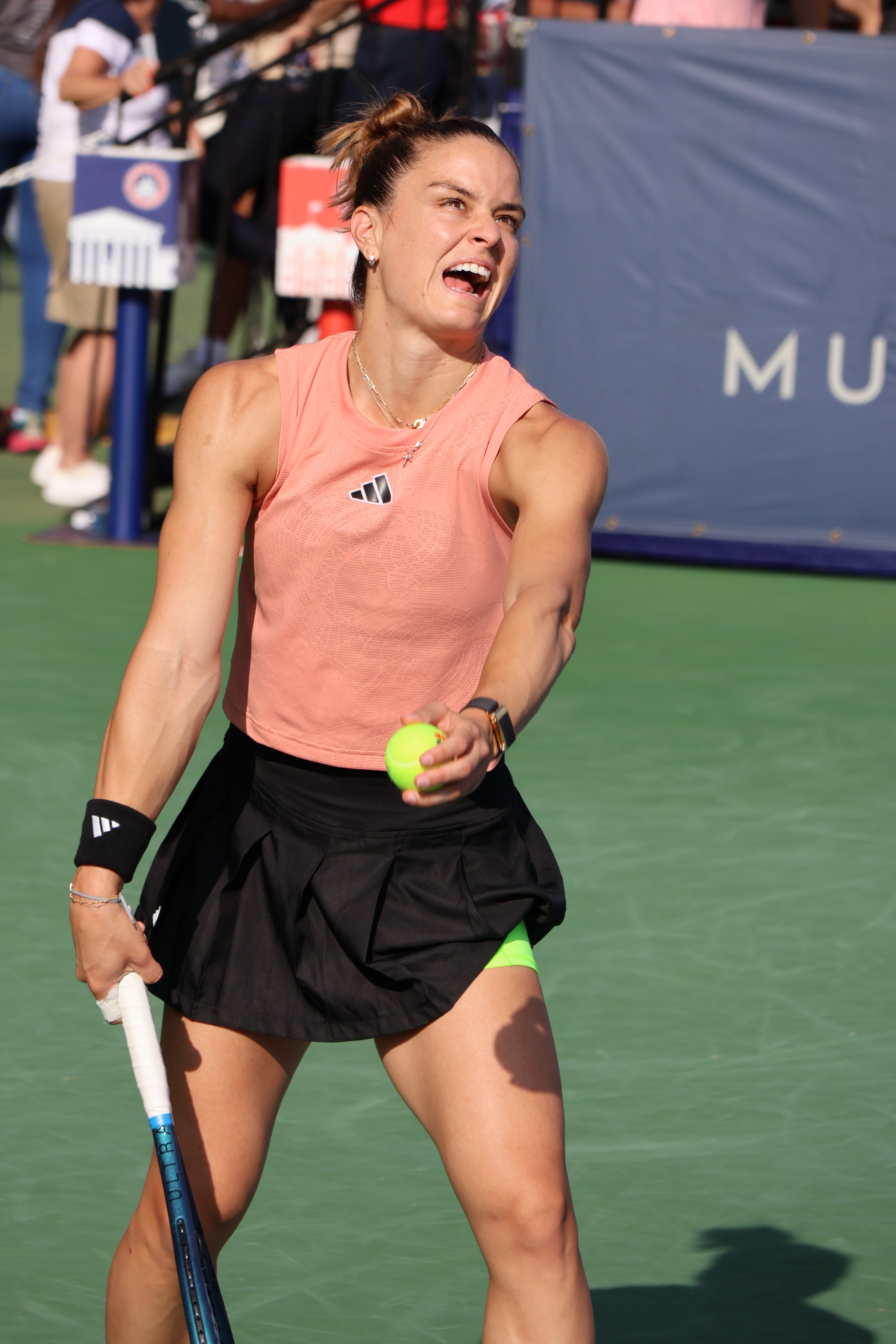
Sakkari no Washington Open, 2023

Sakkari começou o ano com jogos na United Cup, onde ela e a seleção da Grécia chegaram à semifinal, onde foram eliminadas pela seleção italiana. Sakkari chegou à terceira rodada do Australian Open e foi eliminada pela número 87 do mundo, Zhu Lin.
Em Linz, como 1ª cabeça de chave, ela avançou para as semifinais ao vencer Nuria Párrizas Díaz [en] na primeira rodada, Varvara Gracheva na segunda e Donna Vekić nas quartas de final, mas perdeu para Petra Martić em jogo de três sets.
Em Doha, no Qatar Total Open, onde foi a quinta cabeça de chave. Ela derrotou a promissora jovem jogadora chinêsa  Zheng Qinwen na primeira rodada e Ekaterina Alexandrova na segunda para chegar às quartas de final. Ela derrotou a número 5 do mundo e terceira cabeça de chave Caroline Garcia nas quartas de final em uma batalha árdua. Ela perdeu para a segunda cabeça de chave Jessica Pegula nas semifinais em outro jogo de três sets.
Tendo ficado de "bye" na primeira rodada do Washington Open ela passou por Leylah Fernandez na segunda, Madison Keys na quarta de final e Jessica Pegula na semifinal. Na final, ela perdeu para Coco Gauff. No US Open ela foi derrotada pela nº 71 Rebeka Masarova [en] na primeira rodada. Após aquela perda inesperada e pesada, Sakkari afirmou que "ela pode fazer uma pausa no tênis.
Como segunda cabeça de chave no Guadalajara Open, ela alcançou sua terceira quarta de final de um WTA 1000 na temporada, derrotando Camila Giorgi. Em seguida, ela derrotou a estreante em WTA 1000 Emiliana Arango [en] para chegar às semifinais e também a terceira cabeça de chave Caroline Garcia para chegar a uma final consecutiva neste evento. Na final, Sakkari derrotou Caroline Dolehide para conquistar seu segundo título e o primeiro WTA 1000.
Na temporada asiática, Sakkari chegou à semifinal do Pan Pacific Open onde perdeu para Jessica Pegula em sets diretos. No torneio seguinte, o Aberto da China, ela chegou às quartas de final onde perdeu para Coco Gauff em sets diretos.
Com a desistência de Karolína Muchová de participar do WTA Finals devido a uma contusão, Sakkari, então número nove do ranking (primeira reserva) entrou em seu lugar. Nessa edição no entanto, seu desempenho não foi bom. Ela foi eliminada na fase de grupos com três derrotas: para Aryna Sabalenka em dois sets contundentes na primeira rodada, para Elena Rybakina em jogo de três sets na segunda e para Jessica Pegula em sets diretos na terceira.

### 2024: Final em Indian Wells
No início do ano, Sakkari participou com o Time Grécia da United Cup. Lá, em suas partidas de simples, ela venceu seus três jogos: contra Angelique Kerber do Time Alemanha, Leylah Fernandez do Time Canadá e Daniela Seguel do Time Chile, todos jogos em sets diretos. Em seguida, Sakkari entrou diretamente no Australian Open. Ela passou bem por Nao Hibino na primeira rodada em sets diretos. Já na segunda rodada, a "cabeça de chave" N° 8 foi surpreendida por Elina Avanesyan perdendo a partida em sets diretos.
Prosseguindo sua campanha em quadras duras, agora no Oriente Médio, Sakkari participou do Abu Dhabi Open, onde, como "cabeça de chave" N° 3 perdeu para Sorana Cîrstea na primeira rodada em sets diretos.
Sakkari alcançou sua segunda final de WTA 1000 em Indian Wells, e a quarta em sua carreira neste nível, já sob a tutela de seu novo treinador David Witt [en], jogo que perdeu para a cabeça de chave N° 1 Iga Świątek em sets diretos. No torneio seguinte em Miami, ela chegou às quartas de final onde perdeu para a eventual vice-campeã Elena Rybakina, em um jogo de três sets muito equilibrado de 2 horas e 48 minutos.
Sakkari iniciou a temporada em quadras de saibro no Charleston Open, no qual, como cabeça de chave N° 3, chegou às semifinais, onde perdeu para a eventual campeã Danielle Collins em sets diretos. Seu bom desempenho se manteve no Aberto de Madri, onde, como cabeça de chave N° 5, chegou às oitavas de final, que acabou perdendo para a cabeça de chave N° 11 Beatriz Haddad Maia em sets diretos. E o mesmo aconteceu no no Aberto de Roma, onde, como cabeça de chave N° 5, chegou às oitavas de final, que acabou perdendo para a cabeça de chave N° 24 Victoria Azarenka em sets diretos. No Aberto da França, como cabeça de chave N° 6, perdeu na primeira rodada para Varvara Gracheva, em jogo de três sets.
Sakkari começou a temporada em quadras de grama no Berlim Ladies Open, no qual, como cabeça de chave N° 7, perdeu na primeira rodada para Victoria Azarenka em sets diretos. Em seguida, no Bad Homburg Open, também ficou na primeira rodada. Em Wimbledon, chegou até a terceira rodada. Depois disso, participou dos Jogos Olímpicos onde também chegou até a terceira rodada.
De volta às quadras duras na América do norte, Sakkari participou direto do US Open no qual foi obrigada a se retirar na primeira rodada por contusão.